# Eisenberger Straße 3
Eisenberger Straße 3 ist eine denkmalgeschützte Hofanlage mit straßenbildprägendem Wohnhaus in der rheinland-pfälzischen Ortsgemeinde Kerzenheim. Das Wohnhaus wurde 1736 im Stil des Barock errichtet.

## Lage
Die Hofanlage befindet sich im Ortskern schräg gegenüber von der ebenfalls denkmalgeschützten Hofanlage Eisenberger Straße 1 aus dem Jahr 1600. Im weiteren Verlauf des Straßenzugs folgen das ehemalige Rat- und Schulhaus, die Kirche (in zweiter Reihe) und das Pfarrhaus, jeweils aus dem 18. Jahrhundert (Ebertsheimer Straße 5–7).

## Geschichte
Das Haus wurde 1736 durch den Schultheiß des Ortes Johann Jacob Rittersbach[er] und seine liebe Hausfrau Anna Christin[a] erbaut. Fast 40 Jahre später wurde 1775 das Rat- und Schulhaus des Ortes errichtet. In dessen Inschrift wird als erster der Schuldeis Johann Hartmuth Rittersbacher vor den vier Gerichtsmännern genannt.

## Beschreibung
Das Wohnhaus ist ein stattlicher Krüppelwalmdachbau mit zwei Geschossen und fünf Fensterachsen zur Straßenseite. Der Bau ist mit Sandstein gegliedert. Die Fenster sind nicht geohrt, Fensterläden fehlen. Die doppelte Treppe wurde nicht entfernt, obwohl sie fast den ganzen Gehweg einnimmt. Sie hat ein schmiedeeisernes Geländer. Eine ovale Kartusche über dem Türsturz bezeichnet das Jahr und die Erbauer:
ANNO1•7•3•6

IST • DIESES • HAVS • AVF •

GE•BAVT • WORTEN • DVRCH •

IOHAN • IACOB • RITDERSBACH
SCHULDEIS • AL•HIR •

VND • ANNACHRISTIN

SEINE • LIEBE • HAVS

FRAV
Die Treppenhausausstattung ist um 1900 entstanden. Die Toranlage stammt aus dem 18. Jahrhundert. Im rückwärtigen Bereich befindet sich das Brennhaus aus der Zeit um 1850. Die Scheune hat ebenfalls ein Krüppelwalmdach. Die Nebengebäude zeigen teilweise Fachwerk.
Das Anwesen prägt das Bild der Ortsmitte. Ein Anbau wird durch eine Filiale der Sparkasse genutzt.